# Cotarsina gentiliana
Cotarsina gentiliana là một loài bướm đêm trong họ Noctuidae.